# 1985年航空
此條目列出1985年發生有關航空運輸的事件。

## 事件

### 1月
- 1月20日：聖保羅州聖保羅/瓜魯柳斯-安德烈·弗朗哥·蒙托羅州長國際機場啟用。

### 4月
- 4月15日：廣東省惠州市惠州平潭機場啟用。

### 5月
- 5月1日：萬丹省蘇加諾-哈達國際機場啟用。

### 8月
- 8月29日：安蒂奧基亞省何塞·瑪麗亞·科爾多瓦國際機場啟用。

### 11月
- 11月9日：遼寧省丹東市丹東浪頭機場啟用。

### 12月
- 12月13日：希斯路機場控股公司成立，負責營運希斯路機場。